# Filip Sedlák
Filip Sedlák je kněz Církve československé husitské, její pražské diecéze, působící na Husitské teologické fakultě Univerzity Karlovy jako fakultní spirituál a současně člen katedry historické teologie a církevních dějin. Má na starosti také studentské bohoslužby v Husově sboru na Vinohradech, kde působí jako pomocný duchovní.
Pochází z rodiny, která dle něj nebyla tradičně věřící. V dětství jej ovlivnila zejména alternativní spiritualita prostřednictvím jeho otce a později sám četl všemožnou duchovní literaturu. Ke křesťanské víře se dostal až na prahu dospělosti jako konvertita díky působení svého gymnaziálního učitele Martina Chadimy v Přelouči a také Jiřího Vogela, který studentům Chadimy nad pivem vysvětloval Kanta k maturitní zkoušce z filozofie. 
Na vysokoškolské studium nastoupil na Husitskou teologickou fakultu, protože to viděl jako dobrou zašívárnu, ale po roce studium opustil. Vrátil se až po 3 letech proto, že si myslel, že když se stane farářem, bude to snadný způsob obživy. V roce 2014 vystudoval bakalářský pedagogicky zaměřený obor náboženství, etika a filozofie se zaměřením na vzdělávání a v roce 2017 navázal úspěšným zakončením magisterského oboru husitská teologie, obojí na Husitské teologické fakultě Univerzity Karlovy, kde také v roce 2022 v oboru husitská teologie, úspěšně zakončil doktorské studium pod vedením Jiřího Vogela. Disertační práce Svoboda svědomí v Duchu Kristově – stěžejní zásada husitské teologie vyšla i knižně v roce 2022 v nakladatelství Luboš Marek v edici Quaestiones disputatae Facultatis theologiae hussiticae.